# Octobranchus floriceps
Octobranchus floriceps är en ringmaskart som beskrevs av Kingston och Mackie 1980. Enligt Catalogue of Life ingår Octobranchus floriceps i släktet Octobranchus och familjen Trichobranchidae, men enligt Dyntaxa är tillhörigheten istället släktet Octobranchus och familjen Terebellidae. Enligt den svenska rödlistan är arten otillräckligt studerad i Sverige. Arten förekommer i Götaland. Artens livsmiljö är havet. Inga underarter finns listade i Catalogue of Life.